# 의사 안중근
"의사 안중근"(義士 安重根)은 1972년에 개봉한 대한민국의 영화이다. 대종상에서 최우수상 부문에 선정되었다.

## 캐스팅
- 김진규
- 박노식
- 문정숙
- 한문정
- 최남현
- 최불암
- 이대엽
- 하명중
- 최성호
- 박암
- 최성
- 추석양
- 장훈
- 이향
- 김동원
- 추봉
- 김신재
- 전숙
- 손창민
- 김은진
- 정민
- 강계식
- 김웅
- 고운봉
- 최삼
- 성소민
- 박경주
- 지방열
- 양일민
- 김왕국
- 최창호
- 박동룡
- 정철
- 최성관
- 이용
- 백송
- 권오상
- 황인철
- 신찬일
- 임해림
- 조덕성
- 구중석
- 이기홍
- 김용학
- 석운아
- 임동훈
- 이영호
- 김승남